# Сута, Татьяна
Татья́на Сута (латыш. Tatjana Suta; 28 марта 1923 — 10 июня 2004) — латвийская и советская артистка балета, искусствовед, педагог, популяризатор искусства латвийского классического модернизма.

## Биография
Родилась 28 марта 1923 года в Париже, в семье художников Романа Суты и Александры Бельцовой. Дочь — виолончелистка Инга Сута.
Окончила Рижскую среднюю школу им. А. Барбюса (Французский лицей, 1941), хореографическую студию Государственного академического театра оперы и балета Латвийской ССР (1948) и отделение истории искусств Латвийской академии художеств (1967). Училась в частной студии балетмейстера Хелены Тангиевой-Бирзниеце (1941—1944).
Была членом Союза театральных деятелей (с 1951) и членом Союза художников (с 1970).
Выступала на сцене Латвийского театра оперы и балета (1945—1965), работала преподавателем истории искусств в Латвийской академии художеств (1968—1970), редактором и старшим редактором Редакции литературно-художественных передач Латвийского телевидения (1970—1992), лектором и доцентом Латвийской академии культуры.
С 1965 года публиковала научные и научно-популярные работы в советских, зарубежных и латвийских изданиях.
Была стипендиатом Латвийского культурного фонда. Награждена Орденом Трёх звёзд IV степени (1999).
Татьяна Сута стала идейным вдохновителем создания мемориальной квартиры своих родителей, в 2008 году получившей статус филиала Латвийского Национального художественного музея.
Умерла 10 июня 2004 года. Похоронена на рижском Лесном кладбище.